# 駅コード
駅コード（えきコード）は、一般に複数の鉄道事業者をまたぐ形で鉄道駅に対しコード番号を振る制度、またその制度によって振られたコード番号のこと。
駅ナンバリングが通常「同一の鉄道事業者内において鉄道駅に番号を振る制度」であるのに対し、「複数の鉄道事業者をまたぐ形でコード番号を振る」点が異なる。
なおJRグループが日本国有鉄道（国鉄）時代から用いている、JRの各駅に振られている4桁（連絡会社線は5桁）の数字のコードのことを同様に称することがあるが、こちらは正確には駅名コードである。
鉄道事業者のほかにJRバス会社でも一部路線で駅コードが使われている。

## 日本における駅コード
日本において、複数の鉄道事業者をまたいだ形で鉄道駅に振られたコード番号体系としては、日本鉄道サイバネティクス協議会が定めている「サイバネコード」、および公益財団法人国土地理協会が整備・販売している「全国沿線・駅データベース」の「全国沿線・駅コード」の2種類がよく知られている。

### サイバネコード
鉄道の自動改札機において、複数の鉄道事業者を経由する連絡運輸の場合に、鉄道事業者をまたいで発着駅や経由駅を認識できる必要性から定められたコード。一般に自動改札機で使用される磁気乗車券に記録されるほか、いわゆる乗車カードや、Suica・ICOCA・PASMOなどの非接触型ICカード乗車券においても使用されている。
ただしJRグループの駅については全国で一意のコードが定められているものの、私鉄については特定のエリア内での利用のみを考慮しているため、関東・中部・関西・他地方でコードが一部重複しているという問題がある。このためこのコードを使用するのは主に自動改札機をもっている鉄道事業者に限られ、それ以外の用途では後述の「全国沿線・駅コード」が使われることが多い。

### 全国沿線・駅コード
公益財団法人国土地理協会が保守して有料販売している「緯度経度付き全国沿線・駅データベース」の中で、日本国内の全鉄道路線および各路線に含まれる全駅にそれぞれ振られている一意の番号である。
全国に4組織ある指定流通機構が提供している、全国の不動産業者が物件売出し、賃貸募集および成約の情報を登録して共有するための不動産流通標準情報システム (REINS: Real Estate Information Network System) の発足時より、そのデータベースレコードの中で各物件の最寄り駅およびその路線がどこかを保持し検索にも使える目的で採用されている。このおかげで、さまざまな業者が物件データを入力しても、路線と駅には自然言語表記のようなあいまいさが残っていないので確実に特定できている。
ただ、複数の路線での同じ名前の駅（例：東京都「新宿」駅）のグループ化や、別の路線で別の駅同士であっても乗り換えが近いので実質的に同じ駅（例：東京都の「永田町」駅と「赤坂見附」駅）のグループ化などは、本コードにおいて考慮されていない。
本コードは（サイバネコードと異なり）日本全国どこの駅も、それを示すコードが一意に定まる。この利点のため、REINS以外でも不動産情報サイトの一部や就職情報の検索などの世界で広く使われている。

### 事務管理コード
旅客営業取扱基準規程（旅程）では、単に「コード番号」と呼ばれているもので、「駅番」と表現されることもあるが、広くは「事務管コード」と認知されている。全国の鉄道駅、および一部のバス停に導入されている通し番号であり、国鉄・JRの駅は6桁、会社線の駅は7桁で表示される。特定都区市内、東京山手線内、大阪・新大阪についても、事務管コードは定められている（旅程第199条(8)エ）。
旅程第199条（補充片道乗車券の発行方）によれば、他駅発の乗車券において記載することが定められている。また、補充往復乗車券（同203条）、補充連続乗車券（同206条）、補充定期乗車券（同209条）、特別補充券（同235条）についても記載しなければならない。その他の補充券でも、事務管コードを記載して常備式にすることがある（同181条）。
事務管コードは、『鉄道・航路旅客運賃・料金算出表』や、『社線運賃・料金算出表』に記載されている。近年まで中央書院から発刊されていたが、同社が倒産したため、入手するのが困難になっている。なお、昭和59年現行の『社線運賃・料金算出表』は、国立国会図書館において閲覧可能である。
事務管コードは、地域や路線ごとに規則性がある。基本的に、下り方向に昇順の通し番号になっているが、新駅開業や管轄会社の変更に伴い、事務管コードの連続性が失われたり、変わったりすることがある。

### その他
駅にコード番号を振る行為自体は誰でも自由に行えることから、駅探のように独自のコード体系をアプリケーションサービスプロバイダ (ASP) 方式で提供する事業者や、『駅データ.jp』のように独自のコード表を無償提供することでデファクトスタンダード化を目指す事業者も存在する。
使いやすい統一コード表の不在により、たとえば不動産ポータル会社ごとに路線検索で出てくる路線名や支線の扱いが不統一で不便である。日本の産業振興のために、路線や駅の一意な共通コードと名称を保守し、さらにはそれらによる検索，名前変換，コード変換，地図ソフト連携等を行えるソフトウェアツールおよびAPIを、自営業者や中小企業でも利用できるよう無料ないし安価で提供することが有効と考えられる。

### JRバスの駅コード
鉄道以外にも、JRバスの一部路線でバス停留所やバスターミナルに駅コードが振られている路線がある。